# Tongxin (socken i Kina, Heilongjiang, lat 48,21, long 124,96)
Tongxin (kinesiska: 同心, 同心乡) är en socken i Kina. Den ligger i provinsen Heilongjiang, i den nordöstra delen av landet, omkring 300 kilometer nordväst om provinshuvudstaden Harbin. Antalet invånare är 25 071. Befolkningen består av 12 613 kvinnor och 12 458 män. Barn under 15 år utgör 15,0 %, vuxna 15-64 år 75 %, och äldre över 65 år 8,0 %.
Genomsnittlig årsnederbörd är 825 millimeter. Den regnigaste månaden är juli, med i genomsnitt 273 mm nederbörd, och den torraste är januari, med 9 mm nederbörd.